# Escamotage d'une dame au théâtre Robert-Houdin
Pour plus de détails, voir Fiche technique et Distribution.
Escamotage d'une dame au théâtre Robert-Houdin est un film muet français à trucs réalisé par Georges Méliès, sorti en 1896.
Ce film est le premier film de l'histoire du cinéma utilisant un trucage. Il s'agit d'une transposition de l'illusion la plus réputée de Buatier de Kolta, appelée The Vanishing Lady (La Femme enlevée), exploit de scène le plus imité dans les années 1880. Il a été tourné dans les locaux même du théâtre Robert-Houdin, propriété de Méliès.

## Synopsis
Un prestidigitateur recouvre une belle dame d'une nappe, exécute des passes magiques, enlève la nappe : la dame a disparu, à sa place un squelette. L'artiste repositionne la nappe, fait des passes, ôte à nouveau la nappe : la dame a reparu. Ils saluent de concert.

## Fiche technique
- Titre original : Escamotage d'une dame au théâtre Robert-Houdin
- Réalisation : Georges Méliès
- Scénario : Georges Méliès, d'après The Vanishing Lady (La Femme évanescente), tour de prestidigitation de Buatier de Kolta (1880)
- Photographie : Georges Méliès
- Décors : Georges Méliès
- Production : Star Film
- Pays de production :  France
- Format : Noir et blanc — 35 mm — 1,33:1 — Muet
- Genre : Film d'horreur, Film à trucs
- Durée : 2 minutes
- Date de sortie : 1896

## Distribution
- Georges Méliès : le prestidigitateur
- Jehanne d'Alcy : la dame

## Autour du film
- Ce premier trucage est l'« arrêt de caméra », qu'avaient utilisé, avant Méliès, deux collaborateurs de Thomas Edison, William Heise et Alfred Clark, pour une scène de décapitation dans leur film L'Exécution de Marie, reine des Écossais (The Execution of Mary, Queen of Scots), tourné le 28 août 1895. La transformation, ou la disparition, ou l'apparition, sont obtenues par un arrêt de caméra et une reprise du tournage sans bouger l'appareil, après avoir modifié des éléments de la scène. Après développement, une soudure est nécessaire pour éliminer les images surexposées provoquées par l'arrêt et le redémarrage de la caméra. Dans son film, Méliès arrête sa caméra trois fois, pour obtenir respectivement la disparition de la dame, l'apparition du squelette, puis la réapparition de la dame. « L’histoire est simple, sur une scène de music-hall, en fait une toile peinte tendue dans son jardin, Méliès, qui joue le rôle du prestidigitateur, présente une dame au public (la caméra) et lui demande de prendre place sur une chaise. Il saisit alors une nappe et en recouvre la belle. Quelques gestes magiques... Méliès retire brusquement le tissu, la chaise est vide, la dame s’est volatilisée. Par le même moyen, il la fait réapparaître[2] ».
- Dans certains de ses films, Méliès réussit avec brio jusqu'à 24 substitutions de vêtements ou d'accessoires, avec autant d'arrêts, de redémarrages, et de soudures réparatrices à l'acétone, pour des films comiques, comme Le Déshabillage impossible, réalisé en 1900.